# Xã Valley, Quận Ellsworth, Kansas
Xã Valley (tiếng Anh: Valley Township) là một xã thuộc quận Ellsworth, tiểu bang Kansas, Hoa Kỳ. Năm 2010, dân số của xã này là 538 người.